# Ашуг Кямандар
Ашуг Кямандар (азерб. Aşıq Kamandar), полное имя Кямандар Гамид оглы Эфендиев (азерб. Kamandar Həmid oğlu Əfəndiyev) — азербайджанский ашуг XX века, один из видных представителей борчалинской ашугской школы.

## Биография
Кямандар Гамид оглы Эфендиев родился 21 октября 1932 года в селе Капанахчи Марнеульского района Грузинской ССР. С детства питал любовь к поэзии и игре на сазе. Под влиянием творчества таких ашугов, как Садых, Мухаммед Шихлы, Шах Амрах Кямандар овладел искусством ашугов. Был активным участником встречи ашугов в Москве (1959 год) и проходившем в Баку VI съезде азербайджанских ашугов.
Начиная с 70-х годов произведения, исполняемые Ашуг Кямандаром начали передаваться наряду с грузинским радио, и на азербайджанском радио и телевидении. А в 1989 году издательство «Язычы» издало его первую книгу стихов под названием «Борчалы лайласы» (азерб. Borçalı laylası—Колыбельная песня из Борчалы). Предисловие к книге написал известный азербайджанский философ и учёный Джамал Мустафаев, который был родом из Борчалы.
Ашуг Кямандар скончался в 2000 году в родном селе Капанахчи, в Грузии.

## Творчество
На тексте песни Кямандара Эфендиева построена песня «Саллама герайлысы», очень популярная среди борчалинских ашугов:
| Qəhramalar at oynadıb Bu dağlarda, bu dağlarda Özü gedib, izi qalıb Bu dağlarda, bu dağlarda. Dumanlara səd çəkibdir Bənövşə boynun bükübdür Çox igidlər qan tökübdür Bu dağlarda, bu dağlarda. Kamandaram, imanlığım Saya gəlməz peşmanlığım Qayıdarmı peşmanlığım? Bu dağlarda, bu dağlarda. (азерб.) |